# 托馬斯·克利里
托馬斯·克利里（英語：Thomas Cleary，1949年—2021年），是一位多产的作家和翻译家，他出版了80多本与佛教、道教、儒家和伊斯蘭经典有关的书籍，以及《孫子兵法》。他曾将巴利语、梵语、阿拉伯语、日语、古典汉语和古爱尔兰语的书籍翻译成英语。

## 生平
克利里生于1949年，拥有哈佛大学东亚语言与文明学系（East Asian Languages and Civilizations）的博士学位，以及加州大学柏克莱分校的法学博士学位。克利里学识渊博，其译作题材多元，包括佛教、道教、伊斯兰教、中国古代文学和古希腊文学等。他的译作已售出超过数百万册，而其译本亦进一步被翻译成二十多种语言。
克利里的佛教译作跨越不同宗派，当中包括禅宗、天台宗、上座部佛教、密宗、华严宗和法相宗等。他出版的第一部作品是与亲兄弟合译的禅宗语录《碧岩录》（Blue Cliff Record）。除此之外，他亦翻译了多部与东方古代思想有关的名着，如中国的《孙子兵法》(The Art of War)、《易经》（I Ching: The Book of Change）及日本宫本武藏所着的兵书《五轮书》（The Book of Five Rings）等。
克利里于2021年6月20日去世，终年七十二岁。他被誉为二十世纪最多产的亚洲经典译者。美国藏传佛教学者罗伯特·瑟曼（Robert Thurman）在Facebook发文悼念：「在我心目中，托马斯无疑是伟大的佛典翻译家⋯⋯他单枪匹马开拓出英译佛教经典的路。」他相信在未来数个世纪，佛教学者和修行人都会感恩克利里的贡献。